# 새우붙이상과
새우붙이상과(Galatheoidea)는 십각목 집게하목에 속하는 갑각류 상과의 하나이다. 새우붙이와 게붙이 등을 포함하고 있다.

## 하위 분류
- 새우붙이과 (Galatheidae) Samouelle, 1819
- 뿔조개집게과 (Munididae) Ahyong, Baba, Macpherson, Poore, 2010
- 무니돕시스과 (Munidopsidae) Ortmann, 1898
- 게붙이과 (Porcellanidae) Haworth, 1825

## 같이 보기
- 새우아재비상과